# Morningwood
Morningwood – amerykański zespół rockowy założony w 2001 zakontraktowany z Capitol Records.

## Skład
Źródło.
- Chantal Claret - śpiew
- Peter "Pedro" Yanowitz (wcześniej the Wallflowers) – gitara basowa, wokal wspierający

## Dyskografia

### Albumy studyjne
| Rok  | Szczegóły                                                                | Pozycje na listach | Pozycje na listach |
| Rok  | Szczegóły                                                                | US                 | US Heat            |
| ---- | ------------------------------------------------------------------------ | ------------------ | ------------------ |
| 2006 | Morningwood - Wydany: 10 stycznia 2006 - Wytwórnia: Capitol Records      | 102                | 1                  |
| 2009 | Diamonds & Studs - Wydany: 27 października 2009 - Wytwórnia: VH1 Records | —                  | —                  |

### EP
| Rok  | Szczegóły                                             |
| ---- | ----------------------------------------------------- |
| 2005 | Morningwood - Wydany: 2005 - Wytwórnia: Rockhardcock  |
| 2008 | Sugarbaby - Wydany: 2008 - Wytwórnia: Capitol Records |

### Single
| Rok  | Tytuł          | Pozycje na listach | Album            |
| Rok  | Tytuł          | Modern Rock Tracks | Album            |
| ---- | -------------- | ------------------ | ---------------- |
| 2005 | "Nth Degree"   | 30                 | Morningwood      |
| 2005 | New York Girls | —                  | Morningwood      |
| 2008 | Sugarbaby      | —                  | Diamonds & Studs |